# Xyrichtys mundiceps
Xyrichtys mundiceps är en fiskart som beskrevs av Gill 1862. Xyrichtys mundiceps ingår i släktet Xyrichtys och familjen läppfiskar. IUCN kategoriserar arten globalt som livskraftig. Inga underarter finns listade i Catalogue of Life.